# Porte de Fenouillet
Pour les articles homonymes, voir Fenouillet.
La porte de Fenouillet est une porte de la ville d'Hyères, dans le Var, en France. Construite aux XIIe siècle et XIIIe siècle, elle est inscrite monument historique depuis le 27 janvier 1926. 
Elle est la propriété d'une personne privée.